# Discografia delle Destiny's Child
La discografia complessiva del gruppo R&B delle Destiny's Child comprende 4 album in studio, 2 album live, 3 greatest hits e 20 singoli per la Columbia Records. Ad oggi si stima che il gruppo abbia venduto circa 80 milioni di dischi in tutto il mondo tra album e singoli.

## Album

### Album in studio
| Anno | Album | Classifica | Classifica | Classifica | Classifica | Classifica | Classifica | Classifica | Classifica | Classifica | Vendite                             | Certificazioni |
| Anno | Album | USA        | UK         | CAN        | AUS        | NZ         | GER        | SWI        | AUT        | FRA        | Vendite                             | Certificazioni |
| ---- | --- | ---------- | ---------- | ---------- | ---------- | ---------- | ---------- | ---------- | ---------- | ---------- | ----------------------------------- | --- |
| 1998 | Destiny's Child - 1º album in studio - Pubblicato: 17 febbraio 1998 - Etichetta: Columbia Records - Formati: CD                      | 67         | 64         | 33         | -          | -          | -          | -          | -          | -          | - Mondo: 3.500.000 - US: 1.000.000  | - CAN: 2x Platino - US: Platino |
| 1999 | The Writing's on the Wall - 2º album in studio - Pubblicato: 27 luglio 1999 - Etichetta: Columbia Records - Formati: CD              | 5          | 10         | 5          | 2          | 26         | 21         | 36         | 18         | 64         | - Mondo: 18.000.000 - US: 8.000.000 | - AUS: 3x Platino - CAN: 5x Platino - EUR: 2x Platino - UK: 3x Platino - US: 8x Platino - BEL: Platino - NZ: 3x Platino - NE: 2x Platino - GER: Oro - FRA: 2x Oro - NOR: Oro - SVI: Oro - SVE: Oro |
| 2001 | Survivor - 3º album in studio - Pubblicato: 1º maggio 2001 - Etichetta: Columbia Records - Formati: CD                               | 1          | 1          | 1          | 4          | 5          | 1          | 1          | 1          | 4          | - Mondo: 15.000.000 - US: 4.300.000 | - AUS: 2x Platino - AU: Platino - BEL: Platino - DAN: Platino - CAN: 4x Platino - EUR: 2x Platino - UK: 3x Platino - US: 4x platino                                                                |
| 2004 | Destiny Fulfilled - 4º album in studio - Pubblicato: 15 novembre 2004 - Etichetta: Columbia Records - Formati: CD, Download digitale | 2          | 5          | 3          | 11         | 21         | 3          | 3          | 8          | 9          | - Mondo: 8.000.000 - US: 3.100.000  | - AUS: Platino - CAN: Platino - EUR: Platino - UK: Platino - US: 3x Platino |

### Album dal vivo
| Anno | Informazioni                                                                                              | Certificazioni            |
| ---- | --- | ------------------------- |
| 2003 | Destiny's Child World Tour - Pubblicato: 3 luglio 2003 - Etichetta: Columbia Records - Formati: DVD       | - AUS: Platino - FRA: Oro |
| 2006 | Destiny's Child: Live in Atlanta - Pubblicato: 26 marzo 2006 - Etichetta: Columbia Records - Formati: DVD |                           |

### Album video
| Anno | Informazioni                                                                                           | Certificazioni |
| ---- | --- | -------------- |
| 2001 | The Platinum's on the Wall - Pubblicato: 20 febbraio 2001 - Etichetta: Columbia Records - Formati: DVD | - US: Oro      |

### Raccolte
| Anno | Informazioni | Classifica | Classifica | Classifica | Classifica | Classifica | Classifica | Classifica | Classifica | Classifica | Vendite                            | Certificazioni                                                |
| Anno | Informazioni | USA        | UK         | CAN        | AUS        | NZ         | GER        | SWI        | AUT        | FRA        | Vendite                            | Certificazioni                                                |
| ---- | --- | ---------- | ---------- | ---------- | ---------- | ---------- | ---------- | ---------- | ---------- | ---------- | ---------------------------------- | ------------------------------------------------------------- |
| 2005 | #1's - Pubblicato: 25 ottobre 2005 - Etichetta: Columbia Records - Formati: CD, Download digitale                                      | 1          | 6          | -          | 10         | 3          | 27         | 8          | 32         | -          | - Mondo: 5.000.000 - US: 1.100.000 | - AUS: Platino - CAN: Platino - JPN: 2x Platino - US: Platino |
| 2012 | Playlist: The Very Best of Destiny's Child - Pubblicato: 9 ottobre 2012 - Etichetta: Columbia Records - Formati: CD, Download digitale | 77         | -          | -          | -          | -          | -          | -          | -          | -          |                                    |                                                               |
| 2013 | Love Songs - Pubblicato: 29 gennaio 2013 - Etichetta: Columbia Records - Formati: CD                                                   | 72         | -          | -          | -          | -          | -          | -          | -          | -          |                                    |                                                               |

### Holiday album
| Anno | Informazioni                                                                      | Classifica | Classifica | Classifica | Classifica | Classifica | Classifica | Classifica | Classifica | Classifica | Certificazioni               |
| Anno | Informazioni                                                                      | USA        | UK         | CAN        | AUS        | NZ         | GER        | SWI        | AUT        | FRA        | Certificazioni               |
| ---- | --------------------------------------------------------------------------------- | ---------- | ---------- | ---------- | ---------- | ---------- | ---------- | ---------- | ---------- | ---------- | ---------------------------- |
| 2001 | 8 Days of Christmas - Album natalizio - Pubblicato: 29 ottobre 2001 - Formati: CD | 34         | -          | 34         | 65         | -          | 80         | -          | 60         | 134        | - Mondo: 1.000.000 - US: Oro |

### Altri Album
| Anno | Informazioni |
| ---- | --- |
| 2000 | Single Remix Tracks - Remix album - Pubblicato: 1º novembre 2000 - Etichetta: Columbia Records - Formati: CD, Cassette                          |
| 2001 | Love: Destiny - EP - Pubblicato: 31 agosto 2001 - Etichetta: Columbia Records - Formati: CD, Cassette                                           |
| 2002 | This Is the Remix - Remix album - Pubblicato: 12 marzo 2002 - Etichetta: Columbia Records - Formati: CD, Cassette - Vendite Mondiali: 1.500.000 |
| 2008 | Mathew Knowles & Music World Present Vol.1: Love Destiny - Remix album - Pubblicato: 25 giugno 2008 - Etichetta: Columbia Records - Formati: CD |

## Singoli

### Singoli ufficiali
| Anno | Singolo                        | Classifica | Classifica | Classifica | Classifica | Classifica | Classifica | Classifica | Classifica | Classifica | Classifica | Classifica | Classifica | Classifica | Classifica | Classifica |     |     | Certificazioni                                                                            | Album                                     |
| Anno | Singolo                        | US         | US R&B     | UK         | CAN        | IRE        | AUS        | AU         | NZ         | NLD        | GER        | SWI        | SWE        | NOR        | FRA        | PH         | BEL | ITA | Certificazioni                                                                            | Album                                     |
| ---- | ------------------------------ | ---------- | ---------- | ---------- | ---------- | ---------- | ---------- | ---------- | ---------- | ---------- | ---------- | ---------- | ---------- | ---------- | ---------- | ---------- | --- | --- | ----------------------------------------------------------------------------------------- | ----------------------------------------- |
| 1997 | No, No, No (ft. Wyclef Jean)   | 3          | 1          | 5          | 7          | -          | 72         | 40         | 16         | 2          | 17         | 13         | 15         | 6          | 88         | -          | -   | -   | - US: Platino                                                                             | Destiny's Child                           |
| 1998 | With Me (ft. Jermaine Dupri)   | -          | -          | 19         | -          | -          | -          | -          | -          | 87         | -          | -          | -          | -          | -          | -          | -   | -   |                                                                                           | Destiny's Child                           |
| 1998 | Get on the Bus (ft. Timbaland) | -          | 63         | 15         | -          | -          | -          | -          | -          | 18         | 60         | -          | -          | -          | -          | -          | -   | -   |                                                                                           | The Writing's on the Wall                 |
| 1999 | Bills, Bills, Bills            | 1          | 1          | 6          | 1          | -          | 26         | -          | 12         | 9          | 19         | 28         | 30         | -          | 20         | -          | 8   | -   | - US: Oro - UK: Argento                                                                   | The Writing's on the Wall                 |
| 1999 | Bug a Boo                      | 33         | 15         | 9          | 25         | -          | 26         | -          | -          | 6          | 20         | 60         | 29         | -          | 57         | 10         | 24  | -   |                                                                                           | The Writing's on the Wall                 |
| 2000 | Say My Name                    | 1          | 1          | 3          | 4          | 15         | 1          | -          | 4          | 7          | 14         | 20         | 16         | 8          | 10         | 1          | 7   | -   | - AUS: 2x Platino - US: Oro - BEL: Oro - UK: Argento - FRA: Argento                       | The Writing's on the Wall                 |
| 2000 | Jumpin' Jumpin'                | 3          | 8          | 5          | 6          | 18         | 2          | -          | 6          | 5          | 31         | 44         | 24         | -          | 28         | 5          | 25  | -   | - AUS: Platino - FRA: Argento - UK: Argento                                               | The Writing's on the Wall                 |
| 2000 | Independent Women Part I       | 1          | 1          | 1          | 3          | 2          | 3          | 22         | 1          | 1          | 10         | 2          | 6          | 2          | 19         | 1          | 3   | 17  | - AUS: 2x Platino - SWE: Platino - UK: Oro - BEL: Oro - DAN: Oro - FRA: Oro - US: Platino | Survivor US Edition International Edition |
| 2001 | Survivor                       | 2          | 6          | 1          | 2          | 1          | 7          | 10         | 3          | 2          | 8          | 5          | 3          | 1          | 12         | 1          | 5   | 6   | - AUS: Platino - GIA: 2x Platino - SWE: Platino - BEL: Oro - UK: Platino - US: Platino    | Survivor US Edition International Edition |
| 2001 | Bootylicious                   | 1          | 2          | 2          | 4          | 5          | 4          | 24         | 4          | 3          | 16         | 11         | 8          | 5          | 5          | 1          | 7   | 16  | - AUS: Platino - UK: Platino - US: Platino                                                | Survivor US Edition International Edition |
| 2001 | Emotion                        | 10         | 28         | 3          | 20         | -          | 17         | 28         | 2          | 10         | 21         | 21         | 14         | 6          | 61         | 1          | 19  | -   | - AUS: Oro - UK: Argento                                                                  | Survivor US Edition International Edition |
| 2001 | 8 Days of Christmas            | 54         | 57         | -          | -          | -          | -          | -          | -          | -          | -          | -          | -          | -          | -          | -          | -   | -   | - AUS: Oro - UK: Argento                                                                  | Survivor US Edition International Edition |
| 2002 | Nasty Girl                     | -          | -          | -          | -          | -          | 10         | 50         | 46         | 21         | 36         | 22         | 32         | -          | -          | 8          | 31  | -   | - AUS: Oro                                                                                | Survivor US Edition International Edition |
| 2004 | Lose My Breath                 | 3          | 10         | 2          | 16         | 1          | 1          | 8          | 1          | 4          | 3          | 1          | 8          | 2          | 8          | 2          | 1   | 3   | - US: 2x Oro - BEL: Oro - SWI: Oro - FRA: Argento - UK: Argento - AUS: Platino            | Destiny Fulfilled                         |
| 2004 | Soldier (ft. T.I. & Lil Wayne) | 3          | 3          | 4          | 25         | 6          | 3          | 25         | 4          | 13         | 11         | 10         | 27         | 15         | 28         | 5          | 18  | 7   | - US: Platino+Oro - AUS: Oro - NZ: Oro                                                    | Destiny Fulfilled                         |
| 2005 | Girl                           | 23         | 10         | 6          | -          | 8          | 5          | 56         | 6          | 22         | 38         | 26         | 49         | -          | -          | 10         | 26  | 12  | - US: Oro - AUS: Oro                                                                      | Destiny Fulfilled                         |
| 2005 | Cater 2 U                      | 14         | 3          | -          | -          | -          | 15         | -          | 7          | 60         | -          | -          | -          | -          | -          | 10         | 8   | -   | - US: Platino                                                                             | Destiny Fulfilled                         |
| 2005 | Stand Up for Love              | -          | -          | -          | -          | -          | -          |            | 6          |            | -          | -          |            |            | -          | 2          | -   | -   |                                                                                           | #1's                                      |
| 2013 | Nuclear                        |            |            |            |            |            |            |            |            |            |            |            |            |            |            |            |     |     |                                                                                           | Love Songs                                |
| 2014 | Say Yes                        | -          | -          | 106        | -          | -          | -          |            | -          |            | -          | -          |            |            | 90         | -          | 28  | -   |                                                                                           |                                           |

### Singoli promozionali
| Anno | Singolo                        | Classifica | Album               |
| Anno | Singolo                        | US R&B     | Album               |
| ---- | ------------------------------ | ---------- | ------------------- |
| 2001 | 8 Days of Christmas            | 57         | 8 Days of Christmas |
| 2004 | Rudolph the Red-Nosed Reindeer | -          | 8 Days of Christmas |

## Videografia

### Video singoli
| Destiny's Child           |                                        |                  |                  |                  |                  |                  |                  |                  |                  |                  |                  |                  |                  |                  |
| 1997                      | No, No, No (Part II) (ft. Wyclef Jean) | Darren Grant     | Darren Grant     | Darren Grant     | Darren Grant     | Darren Grant     | Darren Grant     | Darren Grant     | Darren Grant     | Darren Grant     | Darren Grant     | Darren Grant     | Darren Grant     | Darren Grant     |
| 1998                      | With Me (ft. Jermaine Dupri)           | Darren Grant     | Darren Grant     | Darren Grant     | Darren Grant     | Darren Grant     | Darren Grant     | Darren Grant     | Darren Grant     | Darren Grant     | Darren Grant     | Darren Grant     | Darren Grant     | Darren Grant     |
| The Writing's on the Wall |                                        |                  |                  |                  |                  |                  |                  |                  |                  |                  |                  |                  |                  |                  |
| 1998                      | Get on the Bus (ft. Timbaland)         | Earle Sebastian  | Earle Sebastian  | Earle Sebastian  | Earle Sebastian  | Earle Sebastian  | Earle Sebastian  | Earle Sebastian  | Earle Sebastian  | Earle Sebastian  | Earle Sebastian  | Earle Sebastian  | Earle Sebastian  | Earle Sebastian  |
| 1999                      | Bills, Bills, Bills                    | Darren Grant     | Darren Grant     | Darren Grant     | Darren Grant     | Darren Grant     | Darren Grant     | Darren Grant     | Darren Grant     | Darren Grant     | Darren Grant     | Darren Grant     | Darren Grant     | Darren Grant     |
| 1999                      | Bug a Boo                              | Darren Grant     | Darren Grant     | Darren Grant     | Darren Grant     | Darren Grant     | Darren Grant     | Darren Grant     | Darren Grant     | Darren Grant     | Darren Grant     | Darren Grant     | Darren Grant     | Darren Grant     |
| 2000                      | Say My Name                            | Joseph Kahn      | Joseph Kahn      | Joseph Kahn      | Joseph Kahn      | Joseph Kahn      | Joseph Kahn      | Joseph Kahn      | Joseph Kahn      | Joseph Kahn      | Joseph Kahn      | Joseph Kahn      | Joseph Kahn      | Joseph Kahn      |
| 2000                      | Jumpin' Jumpin'                        | Joseph Kahn      | Joseph Kahn      | Joseph Kahn      | Joseph Kahn      | Joseph Kahn      | Joseph Kahn      | Joseph Kahn      | Joseph Kahn      | Joseph Kahn      | Joseph Kahn      | Joseph Kahn      | Joseph Kahn      | Joseph Kahn      |
| Survivor                  |                                        |                  |                  |                  |                  |                  |                  |                  |                  |                  |                  |                  |                  |                  |
| 2000                      | Independent Women Part I               | Francis Lawrence | Francis Lawrence | Francis Lawrence | Francis Lawrence | Francis Lawrence | Francis Lawrence | Francis Lawrence | Francis Lawrence | Francis Lawrence | Francis Lawrence | Francis Lawrence | Francis Lawrence | Francis Lawrence |
| 2001                      | Survivor                               | Darren Grant     | Darren Grant     | Darren Grant     | Darren Grant     | Darren Grant     | Darren Grant     | Darren Grant     | Darren Grant     | Darren Grant     | Darren Grant     | Darren Grant     | Darren Grant     | Darren Grant     |
| 2001                      | Bootylicious                           | Matthew Rolston  | Matthew Rolston  | Matthew Rolston  | Matthew Rolston  | Matthew Rolston  | Matthew Rolston  | Matthew Rolston  | Matthew Rolston  | Matthew Rolston  | Matthew Rolston  | Matthew Rolston  | Matthew Rolston  | Matthew Rolston  |
| 2001                      | Emotion                                | Francis Lawrence | Francis Lawrence | Francis Lawrence | Francis Lawrence | Francis Lawrence | Francis Lawrence | Francis Lawrence | Francis Lawrence | Francis Lawrence | Francis Lawrence | Francis Lawrence | Francis Lawrence | Francis Lawrence |
| 2002                      | Nasty Girl                             | Sanaa Hamri      | Sanaa Hamri      | Sanaa Hamri      | Sanaa Hamri      | Sanaa Hamri      | Sanaa Hamri      | Sanaa Hamri      | Sanaa Hamri      | Sanaa Hamri      | Sanaa Hamri      | Sanaa Hamri      | Sanaa Hamri      | Sanaa Hamri      |
| Destiny Fulfilled         |                                        |                  |                  |                  |                  |                  |                  |                  |                  |                  |                  |                  |                  |                  |
| 2004                      | Lose My Breath                         | Alan Smithee     | Alan Smithee     | Alan Smithee     | Alan Smithee     | Alan Smithee     | Alan Smithee     | Alan Smithee     | Alan Smithee     | Alan Smithee     | Alan Smithee     | Alan Smithee     | Alan Smithee     | Alan Smithee     |
| 2004                      | Soldier (ft. T.I. & Lil Wayne)         | Ray Kay          | Ray Kay          | Ray Kay          | Ray Kay          | Ray Kay          | Ray Kay          | Ray Kay          | Ray Kay          | Ray Kay          | Ray Kay          | Ray Kay          | Ray Kay          | Ray Kay          |
| 2005                      | Girl                                   | Bryan Barber     | Bryan Barber     | Bryan Barber     | Bryan Barber     | Bryan Barber     | Bryan Barber     | Bryan Barber     | Bryan Barber     | Bryan Barber     | Bryan Barber     | Bryan Barber     | Bryan Barber     | Bryan Barber     |
| 2005                      | Cater 2 U                              | Jake Nava        | Jake Nava        | Jake Nava        | Jake Nava        | Jake Nava        | Jake Nava        | Jake Nava        | Jake Nava        | Jake Nava        | Jake Nava        | Jake Nava        | Jake Nava        | Jake Nava        |
| #1's                      |                                        |                  |                  |                  |                  |                  |                  |                  |                  |                  |                  |                  |                  |                  |
| 2005                      | Stand Up for Love                      | Matthew Rolston  | Matthew Rolston  | Matthew Rolston  | Matthew Rolston  | Matthew Rolston  | Matthew Rolston  | Matthew Rolston  | Matthew Rolston  | Matthew Rolston  | Matthew Rolston  | Matthew Rolston  | Matthew Rolston  | Matthew Rolston  |

### Altri video
| Destiny's Child           |                                   |                  |                  |                  |                  |                  |                  |                  |                  |                  |                  |                  |                  |                  |
| 1998                      | No, No, No (Part I)               | Darren Grant     | Darren Grant     | Darren Grant     | Darren Grant     | Darren Grant     | Darren Grant     | Darren Grant     | Darren Grant     | Darren Grant     | Darren Grant     | Darren Grant     | Darren Grant     | Darren Grant     |
| The Writing's on the Wall |                                   |                  |                  |                  |                  |                  |                  |                  |                  |                  |                  |                  |                  |                  |
| 1999                      | Bug a Boo (Refugee Camp Remix)    | Darren Grant     | Darren Grant     | Darren Grant     | Darren Grant     | Darren Grant     | Darren Grant     | Darren Grant     | Darren Grant     | Darren Grant     | Darren Grant     | Darren Grant     | Darren Grant     | Darren Grant     |
| 2000                      | Jumpin' Jumpin' (So So Def Remix) | Joseph Kahn      | Joseph Kahn      | Joseph Kahn      | Joseph Kahn      | Joseph Kahn      | Joseph Kahn      | Joseph Kahn      | Joseph Kahn      | Joseph Kahn      | Joseph Kahn      | Joseph Kahn      | Joseph Kahn      | Joseph Kahn      |
| Survivor                  |                                   |                  |                  |                  |                  |                  |                  |                  |                  |                  |                  |                  |                  |                  |
| 2001                      | Survivor (ft. Da Brat)            | Darren Grant     | Darren Grant     | Darren Grant     | Darren Grant     | Darren Grant     | Darren Grant     | Darren Grant     | Darren Grant     | Darren Grant     | Darren Grant     | Darren Grant     | Darren Grant     | Darren Grant     |
| 2001                      | Bootylicious (Rockwilder Remix)   | Little X         | Little X         | Little X         | Little X         | Little X         | Little X         | Little X         | Little X         | Little X         | Little X         | Little X         | Little X         | Little X         |
| 8 Days of Christmas       |                                   |                  |                  |                  |                  |                  |                  |                  |                  |                  |                  |                  |                  |                  |
| 2001                      | 8 Days of Christmas               | Sanaa Hamri      | Sanaa Hamri      | Sanaa Hamri      | Sanaa Hamri      | Sanaa Hamri      | Sanaa Hamri      | Sanaa Hamri      | Sanaa Hamri      | Sanaa Hamri      | Sanaa Hamri      | Sanaa Hamri      | Sanaa Hamri      | Sanaa Hamri      |
| 2004                      | Rudolph the Red-Nosed Reindeer    | Jesse Rosensweet | Jesse Rosensweet | Jesse Rosensweet | Jesse Rosensweet | Jesse Rosensweet | Jesse Rosensweet | Jesse Rosensweet | Jesse Rosensweet | Jesse Rosensweet | Jesse Rosensweet | Jesse Rosensweet | Jesse Rosensweet | Jesse Rosensweet |

## Collaborazioni
| Anno | Canzone                 | Artista             | Album                |
| ---- | ----------------------- | ------------------- | -------------------- |
| 1997 | Can't Stop              | Lil' O              | Blood Money          |
| 1998 | Just Be Straight con Me | Silkk Tha Shocker   | Charge It to da Game |
| 1998 | She's Gone              | Matthew Marsden     | Say Who              |
| 1999 | Woman in Me             | Jessica Simpson     | Sweet Kisses         |
| 2000 | Do It Again             | Cam'ron & Jimmy Jim | S.D.E.               |
| 2000 | Good to Me              | Mary Mary           | Thankful             |

## Colonne sonore

### Brani
| Anno | Canzone                          | Album                     |
| ---- | -------------------------------- | ------------------------- |
| 1997 | Killing Time                     | Men in Black              |
| 1998 | Once A Fool (with William Floyd) | eMusic Presents NFL Jams  |
| 1999 | Get on the Bus                   | Why Do Fools Fall in Love |
| 1999 | No More Rainy Days               | The PJ's colonna sonora   |
| 1999 | Stimulate Me (featuring Mocha)   | Life                      |
| 2000 | Perfect Man                      | Romeo deve morire         |
| 2000 | Big Momma's Theme                | Big Momma's House         |
| 2000 | Independent Women                | Charlie's Angels          |
| 2000 | Dot                              | Charlie's Angels          |
| 2003 | I Know                           | The Fighting Temptations  |